# محمد جغام

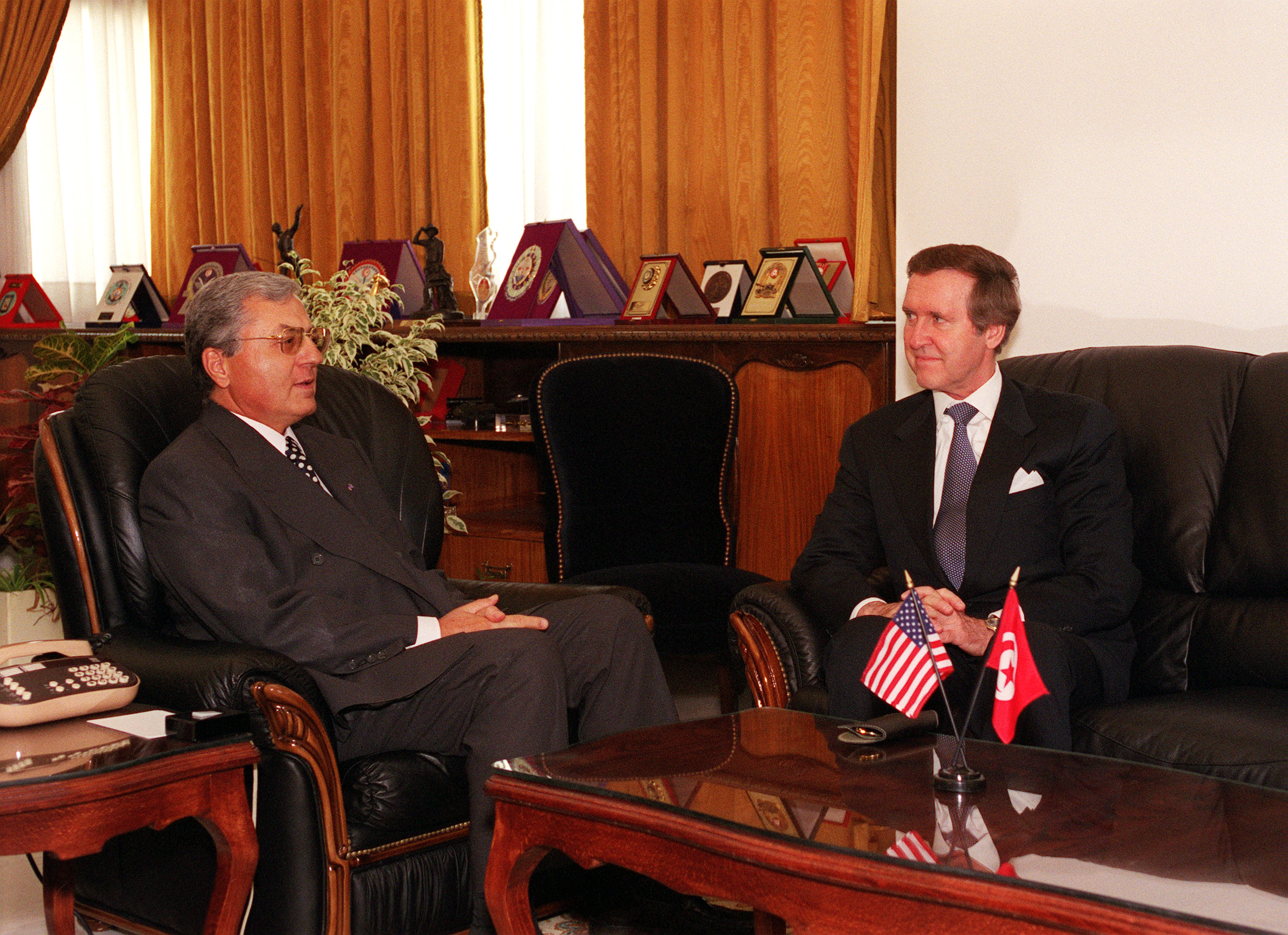
محمد جغام مع وزير الدفاع الأمريكي وليم كوهين في 7 أكتوبر 2000 بتونس

محمد جغام (حمّام سوسة، 8 أوت 1943- )، سياسي تونسي تولى مناصب وزارية هامة في عهد الرئيس زين العابدين بن علي. تخرج جغام من من المدرسة القومية للإدارة والتحق بمصالح وزارة الداخلية حيث عين كمعتمد في باجة ثم قفصة ثم جندوبة فمعتمد أول لتونس الجنوبية تلاها خطة كاتب عام ولاية بنزرت قبل أن يتولى منصب والي قابس. عام 1980 كلف بإدارة شركة المعامل الآلية بالساحل الحكومية ثم عام 1983 بخطة رئيس مدير عام شركة الدراسات والتنمية لسوسة الشمالية. بعد حركة 7 نوفمبر 1987 صعد إلى المراكز الأولى في الدولة ضمن مجموعة متأتية من وزارة الداخلية، ضمت أيضا عبد الله القلال والشاذلي النفاتي وعبد الرحيم الزواري. عام 1988 تولى أولا إدارة الشؤون الجهوية بوزارة الداخلية ثم دخل الحكومة في 26 جويلية 1988 كوزير للسياحة والصناعات التقليدية. عين في 25 جانفي 1995 وزيرا للداخلية خلفا لعبد الله القلال، وفي 20 جانفي 1997 اضطلع بمهام الوزير مدير الديوان الرئاسي حتى 17 نوفمبر 1999 ليشغل بعدها منصب وزير الدفاع الوطني. بقي في ساحة القصبة حتى 23 جانفي 2001 تاريخ إعفاءه بعد خلافات مع زوجة الرئيس ليلى بن علي. عمل لفترة كسفير في روما  ثم انتقل عام 2005 للعمل بشركة جنرال مديترنيان المملوكة لرجل الأعمال العراقي نظمي أوجي التي بقي فيها حتى 2010. حزبيا انتمى جغام بين 25 جانفي 1995 و26 جانفي 2001 للديوان السياسي للتجمع الدستوري الديمقراطي الذي كان عضوا في لجنته المركزية بين 1988 و2003. انتخب أيضا عامي 1994 و1999 في مجلس النواب عن دائرة سوسة.